# St. Petersburg Bowl 2016
Match précédent Match suivant
Le St. Petersburg Bowl 2016 est un match annuel de football américain de niveau universitaire joué après la saison régulière de 2016, le 26 décembre 2016 au Tropicana Field de St. Petersburg en Floride.
Il s'agissait de la 89e édition du St. Petersburg Bowl.
Le match a mis en présence l'équipe des Redhawks de Miami issue de la Mid-American Conference à l'équipe des Bulldogs de Mississippi State issue de la Southeastern Conference.
Il débute vers 12:00 heure locale et est retransmis en télévision sur ESPN.
C'est Mississippi State qui remporte le match 17 à 16.

## Présentation du match
Le 4 décembre 2016, les organisateurs annoncent que les Redhawks de Miami et les Bulldogs de Mississippi State avaient accepté l'invitation à jouer le St. Petersburg Bowl 2016. C'est la première fois de leur histoire que ces deux équipes se rencontrent.
| Équipes | Conférences | Entraîneurs  | Stats. saison rég. |
| --- | ----------- | ------------ | ------------------ |
| Redhawks de Miami                                                                                          | MAC         | Chuck Martin | 6 - 6              |
| Bulldogs de Mississippi State                                                                              | SEC         | Dan Mullen   | 5 - 7              |
| Arbitre : Jay Edwards (C-USA) Équipe donnée favorite par les bookmakers : Mississippi State par 12 points. |             |              |                    |

### Miami (OHIO)
Miami termine la saison régulière avec 6 victoires pour autant de défaites. Ils avaient débuté leur saison par une série de 6 défaites mais la terminent avec 6 victoires consécutives. C'est la première équipe universitaire à réaliser cet exploit
Ils terminent 2e de la East Division de la Mid-American Conference derrière Ohio, avec un bilan en division de 6 victoires et 2 défaites.
À l'issue de la saison 2016 (bowl compris), ils n'apparaissent pas dans les classements CFP , AP et Coaches.
Il s'agit de leur toute 1re apparition au St. Petersburg Bowl. L'équipe participe à son 11e bowl d'après saison régulière, le premier depuis le GoDaddy.com Bowl 2011 joué contre les Blue Raiders de Middle Tennessee.

### Mississippi State
Mississippi State termine la saison régulière avec 5 victoires pour 7 défaites.
Ils terminent avant-dernier de la West Division de la Southeastern Conference derrière Alabama, Auburn, LSU, Texas A&M et Arkansas, avec un bilan en division de 3 victoires et 5 défaites.
À l'issue de la saison 2016 (bowl compris), ils n'apparaissent pas dans les classements CFP , AP et Coaches.
Il s'agit de leur toute 1re apparition au St. Petersburg Bowl. L'équipe participe à son 7e bowl consécutif,.

## Résumé du match
Début du match à : 11 h 5 locales, fin à 14 h 13 pour une durée de jeu de 3:08 heures.
Température de 72 °F, pas de vent, joué en intérieur.
| QT          | Temps       | Drive       | Drive       | Drive       | Équipe      | Description de l'action | Score | Score |
| QT          | Temps       | Jeux        | Yards       | TDP         | Équipe      | Description de l'action | MIA   | MSU   |
| ----------- | ----------- | ----------- | ----------- | ----------- | ----------- | --- | ----- | ----- |
| 1           | 10:07       | 9           | 58          | 04:53       | Miami       | FG de 18 yards par kicker Nick Dowd                                                                                               | 3     | 0     |
| 2           | 08:36       | 8           | 66          | 04:54       | Miami       | TD de 6 yards par James Gardner à la suite d'une réception de passe de QB Gus Ragland mais la tentative de conversion est bloquée | 9     | 0     |
| 2           | 00:22       | 9           | 64          | 02:53       | MSU         | TD à la suite d'une course de 2 yards par QB Nick Fitzgerald + 2 points de conversion par kicker Westin Graves                    | 9     | 7     |
| 3           | 08:11       | 8           | 85          | 04:24       | Miami       | TD d'1 yard par Ryan Smith à la suite d'une réception de passe de QB Gus Ragland + 2 points de conversion par kicker Nick Dowd    | 16    | 7     |
| 3           | 04:15       | 9           | 82          | 03:50       | MSU         | TD à la suite d'une course de 44 yards par QB Nick Fitzgerald + 2 points de conversion par kicker Westin Graves                   | 16    | 14    |
| 4           | 12:03       | 7           | 51          | 02:46       | MSU         | FG de 36 yards par kicker Westin Graves                                                                                           | 16    | 17    |
| Score final | Score final | Score final | Score final | Score final | Score final | Score final | 16    | 17    |

## Statistiques
| Statistiques par Équipes               | Statistiques par Équipes  | Statistiques par Équipes  |
| Statistiques                           | MIA                       | MSU                       |
| -------------------------------------- | ------------------------- | ------------------------- |
| 1er downs                              | 24                        | 17                        |
| 1er downs à la passe                   | 12                        | 9                         |
| 1er downs à la course                  | 11                        | 6                         |
| 1er downs via pénalité                 | 1                         | 2                         |
| Conversion de 3e Down                  | 3/9                       | 7/14                      |
| Conversion de 4e Down                  | 1/3                       | 0/2                       |
| Jeux–yards                             | 66 jeux pour 433 yards    | 60 jeux pour 335 yards    |
| Yards à la course Moyenne/course       | 35 pour 170 courses (4.9) | 33 pour 209 courses (6.3) |
| Yards à la passe                       | 263                       | 126                       |
| Passes : Réussies-Tentées-Interceptées | 22/31, 1 Int.             | 13/27, 0 Int.             |
| Réussite en zone rouge/chances         | 3/4                       | 2/2                       |
| TD                                     | 2                         | 2                         |
| Field Goals                            | 1/2                       | 1/1                       |
| Sacks (Nombre-Yards gagnés)            | 0/0                       | 1/7                       |
| Fumbles (Nombre/Perdus)                | 1/1                       | 0/0                       |
| Pénalités (Nombre/Yards perdus)        | 3/30                      | 2/25                      |
| Temps de possession                    | 35:08                     | 24:52                     |

| Meilleur Joueur (MVP) | Meilleur Joueur (MVP) | Meilleur Joueur (MVP) |
| --------------------- | --------------------- | --------------------- |
| Nom                   | Équipe                | Poste                 |
| Nick Fitzgerald (en)  | Mississippi State     | QB                    |

| Statistiques Individuelles | Statistiques Individuelles | Statistiques Individuelles                           |
| -------------------------- | -------------------------- | ---------------------------------------------------- |
| Quaterbacks                |                            |                                                      |
| MIA                        | Ragland, Gus               | 21/29, 1 int., 257 yards, 2 TDs, 1 sack subi         |
| MSU                        | Nick Fitzgerald            | 13/26, 0 int., 126 yards, 0 TD, 0 sack subi          |
| Meilleurs Coureurs         |                            |                                                      |
| MIA                        | Young, Kenny               | 9 courses pour 67 yards, 0 TD, Moy.=7,4 yds/course   |
| MSU                        | Nick Fitzgerald            | 18 courses pour 142 yards, 2 TDs, Moy=7,9 yds/course |
| Meilleurs Receveurs        |                            |                                                      |
| MIA                        | Smith, Ryan                | 7/8 réceptions, 72 yards, 1 TD                       |
| MSU                        | Fred Ross                  | 4/9 réceptions, 44 yards, 0 TD                       |
| Meilleurs Tackleurs        |                            |                                                      |
| MIA                        | Reid, Tony                 | 10 tacles en solo et 4 assistes                      |
| MSU                        | Richie Brown               | 7 tacles en solo et 2 assistes                       |